# راس عقبه
راس عقبه (به عربی: راس العقبة) یک شهرداری در الجزایر است که در استان قالمه واقع شده‌است. راس عقبه ۲٬۳۴۸ نفر جمعیت دارد.